# 宗教暴力
宗教暴力（英語：Religious violence）涵蓋宗教作為暴力行為的主體或客體的現象。 大多宗教都包含暴力和戰爭的敘事、象徵和隱喻。 然而，事實證明這個詞彙很難定義。暴力是一個非常廣泛的概念，因為它既適用於人類實體，也適用於非人類實體。 此外，暴力可以有多種表現形式，從流血和身體傷害到侵犯個人自由、充滿激情的行為或語言，或憤怒或激情等情緒爆發。 更困難的是，宗教是一個複雜而現代的西方概念，其定義尚未達成學術共識。
宗教暴力，像所有形式的暴力一樣，是一個文化過程，涵義取決於其所在脈絡且高度複雜。 因此，對宗教和暴力的過度簡化，往往會導致對暴力行為原因的錯誤理解，以及對暴力行為罕見性的忽視。 暴力的發生有許多意識形態原因，而宗教通常只是眾多可能煽動暴力的社會和政治因素之一。例如，對假定的宗教暴力案件的研究，經常得出如此結論：暴力更多是由種族仇恨而非宗教世界觀所驅動。 由於宗教、暴力以及它們之間關係的複雜性，通常很難辨別宗教是否是暴力的重要原因。
事實上，宗教信仰和行為之間的關聯已被證明很難界定。多年來人類學、社會學和心理學研究都得出結論，行為並不直接源於宗教信仰和價值觀，因為人們的宗教觀念往往支離破碎、聯繫鬆散且涵義取決於其所在脈絡，就像文化和生活的其他領域一樣。
宗教、道德體系和社會很少將暴力作為其本身的目的。 同時，避免暴力的願望與接受合理使用暴力以防止滲透到文化中的更大邪惡之間，經常存在緊張關係。